# Enigma (zespół muzyczny)
Enigma – zespół muzyczny, którego twórcą jest Michael Cretu.
Zespół działa od początku lat 90. XX wieku i łączy muzykę pop oraz dance z chorałami gregoriańskimi.
Muzyka Enigmy, niezwykle nastrojowa, charakteryzuje się ciepłym, łagodnym, relaksującym brzmieniem, opartym na instrumentarium elektronicznym, miękkiej grze gitary elektrycznej, wielogłosowym śpiewie oraz łagodnych rytmach. Teledyski Enigmy, równie nastrojowe, jak jej muzyka, wyróżniają się spokojnym, płynnym montażem. Michael Cretu wielokrotnie zaprzeczał, jakoby jego projekt był związany z new age i nigdy nie chciał tworzyć w tym nurcie. Enigma do tej pory wydała osiem albumów studyjnych oraz pięć wydawnictw będących kompilacjami lub remiksami.

## Dyskografia
Albumy
| MCMXC a.D.                    | - Data: 3 grudnia 1990 - Wydawca: Virgin            | 62 | 3  | 3  | 3  | –  | 2  | - GER: 2x platynowa płyta - SWE: złota płyta                                |
| The Cross of Changes          | - Data: 6 grudnia 1993 - Wydawca: Virgin            | –  | 5  | 5  | 3  | –  | 4  | - GER: platynowa płyta - FRA: złota płyta - SWE: złota płyta                |
| Le Roi est mort, vive le Roi! | - Data: 25 listopada 1996 - Wydawca: Virgin         | 8  | 4  | 3  | 8  | 4  | 4  | - GER: złota płyta - FRA: złota płyta - POL: złota płyta - FIN: złota płyta |
| The Screen Behind the Mirror  | - Data: 13 grudnia 1999 - Wydawca: Virgin           | 16 | 6  | 2  | 7  | 5  | 4  | - GER: złota płyta                                                          |
| Voyageur                      | - Data: 8 września 2003 - Wydawca: Virgin           | 32 | 19 | 6  | 31 | 34 | 29 | - ROS: złota płyta                                                          |
| A Posteriori                  | - Data: 25 września 2006 - Wydawca: Virgin          | 38 | 17 | 16 | –  | –  | 24 | - ROS: platynowa płyta                                                      |
| Seven Lives, Many Faces       | - Data: 22 września 2008 - Wydawca: Virgin          | 98 | 30 | 15 | –  | –  | –  |                                                                             |
| The Fall of a Rebel Angel     | - Data: 11 listopada 2016 - Wydawca: Island Records | 71 | 24 | 10 | –  | –  | 19 |                                                                             |
| „–” album nie był notowany.   |                                                     |    |    |    |    |    |    |                                                                             |

Kompilacje
| Trilogy                                        | - Data: 10 kwietnia 1998 - Wydawca: Virgin    | – | –  | –  | –  |                    |
| Love Sensuality Devotion: The Greatest Hits    | - Data: 27 września 2001 - Wydawca: Virgin    | 4 | 10 | 11 | 13 | - GER: złota płyta |
| Love Sensuality Devotion: The Remix Collection | - Data: 8 października 2001 - Wydawca: Virgin | – | –  | –  | –  |                    |
| 15 Years After: The Collector Box              | - Data: 12 grudnia 2005 - Wydawca: Virgin     | – | –  | –  | –  |                    |
| The Platinum Collection                        | - Data: 27 listopada 2009 - Wydawca: Virgin   | – | –  | –  | –  |                    |
| „–” album nie był notowany.                    |                                               |   |    |    |    |                    |

Single
| „Sadeness (Part I)”                             | 1990 | 1  | 1  | 1  | 1  | 1  | - GER: platynowa płyta - SWE: złota płyta |
| „Mea Culpa (Part II)”                           | 1991 | 4  | 21 | 7  | 20 | 10 |                                           |
| „Principles of Lust (Find Love)”                | 1991 | 29 | –  | 90 | –  | –  |                                           |
| „The Rivers of Belief”                          | 1991 | –  | –  | –  | 37 | –  |                                           |
| „Carly’s Song”                                  | 1993 | –  | –  | –  | –  | –  |                                           |
| „Return to Innocence”                           | 1994 | 11 | 4  | 5  | 1  | 5  | - GER: złota płyta                        |
| „The Eyes of Truth”                             | 1994 | –  | –  | –  | 34 | –  |                                           |
| „Age of Loneliness”                             | 1994 | –  | –  | –  | –  | –  |                                           |
| „Out From The Deep”                             | 1994 | –  | –  | –  | –  | –  |                                           |
| „Beyond the Invisible”                          | 1996 | 32 | 20 | 40 | 29 | 36 |                                           |
| „T.N.T. for the Brain”                          | 1997 | –  | –  | –  | –  | –  |                                           |
| „Gravity of Love”                               | 1999 | –  | –  | 65 | –  | 89 |                                           |
| „Push the Limits”                               | 2000 | –  | –  | 96 | –  | –  |                                           |
| „Turn Around”                                   | 2001 | –  | –  | 65 | –  | 45 |                                           |
| „Voyageur”                                      | 2003 | –  | –  | –  | –  | –  |                                           |
| „Following the Sun”                             | 2003 | –  | –  | 97 | –  | –  |                                           |
| „Boum-Boum”                                     | 2004 | –  | –  | 98 | –  | –  |                                           |
| „Hello + Welcome”                               | 2006 | –  | –  | 87 | –  | –  |                                           |
| „Goodbye Milky Way”                             | 2006 | –  | –  | –  | –  | –  |                                           |
| „20 000 Miles Over The Sea [Boca Junior Remix]” | 2006 | –  | –  | –  | –  | –  |                                           |
| „Eppur Si Muove”                                | 2006 | –  | –  | –  | –  | –  |                                           |
| „La Puerta del Cielo/Seven Lives”               | 2008 | –  | –  | –  | –  | –  |                                           |
| „Encounters”                                    | 2008 | –  | –  | –  | –  | –  |                                           |
| „–” singel nie był notowany.                    |      |    |    |    |    |    |                                           |

Albumy wideo
| Tytuł                                 | Dane dot. albumu                          |
| ------------------------------------- | ----------------------------------------- |
| MCMXC a.D. (The Complete Album Video) | - Data: 1991 - Wydawca: Virgin            |
| Remember The Future DVD               | - Data: 13 grudnia 2001 - Wydawca: Virgin |